# Herevaldo de Sherborne

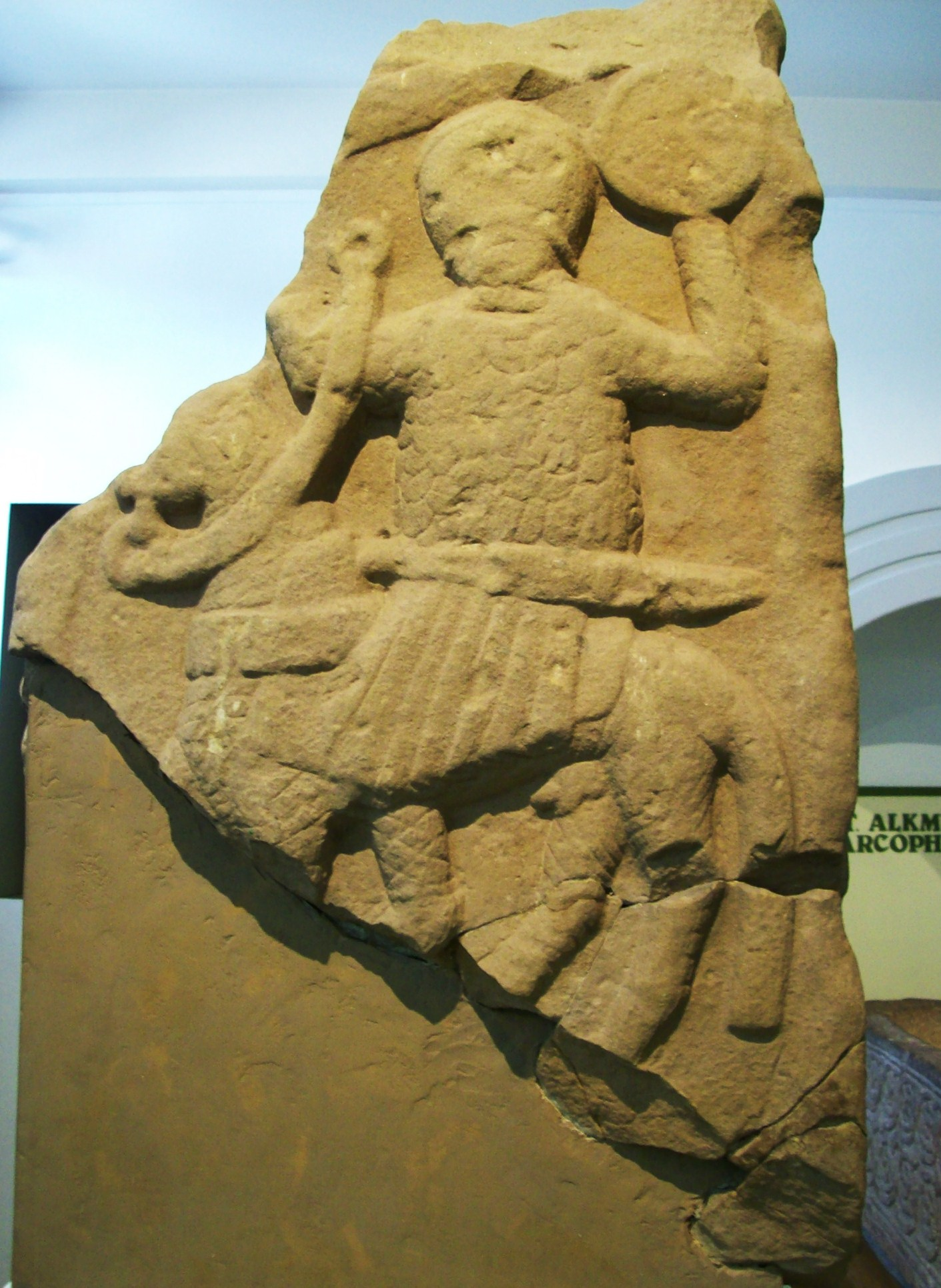
Pedra de Repton que talvez represente Etelbaldo

Herevaldo (em latim: Herewaldus; em inglês antigo: Hereuuald, Heordwald, Herewald, Herlewald) ou Herevardo (Herewardus; Hereward) foi bispo de Sherborne de 736 até sua morte em 766/774.

## Vida
Em 736, quando recebeu seu pálio, o arcebispo Notelmo consagrou Cuteberto como bispo de Herefórdia, Herevaldo como bispo de Sherborne e Etelfrido como bispo de Elmham. Em 736/737, foi um dos bispos que assinaram o decreto de um sínodo de Notelmo no qual se resolvia uma disputa pela sucessão do mosteiro em Withington, no Condado de Glócester. Em 742, testemunha documento do rei Etelbaldo no qual concedia privilégios às igrejas do Câncio. Em 744, testemunha documento de Lula à concessão de 10 hidas em Baltonsborough, Somersécia, e em Scobbanwirht (faz-se menção a Lottisham e Lydford, Somersécia) à Abadia de Glastônia. Em 745, testemunha o documento do rei Cutredo da Saxônia Ocidental no qual confirma as concessões para Glastônia feita por reis anteriores (Centuíno, Baldredo, Ine, Ceduala, Etelhardo e Etelbaldo).
Em 757, testemunha o documento de Etelbaldo que concedia ao abade Emberto 10 hidas perto do bosque de Toccan sceaga e o túmulo de Reada beorg. Em 757/758, testemunha documento de Cenúlfo que cedia 5 hidas em North Stoke, Somersécia à Abadia de Batônia. Em 758, atestou outro documento de Cenúlfo no qual cedia 30 hidas em Moredon e Rodbourne à Abadia de Malmesbúria. Em 759, atesta o documento de Cenúlfo e Cineardo de Winchester no qual confirmavam ao abade Egualdo e sua família no Mosteiro de Tisbúria 30 hidas próximo de Fontmell Brook, Dorcéstria. Em 762, testemunha documento de Cenúlfo no qual concedia 8 hidas entre os rios Earn (Fivehead) e Isle ao abade Edualdo e à Abadia de Muchélnia. Em 774, testemunha o documento de Cenúlfo que cedia 2 ou 11 hidas no rio Wellow, em Somersécia, à Catedral de Wells.